# Мочальное
Мочальное — озеро в Высокогорском районе Татарстана.

## География
Озеро Мочальное — бессточный водоём карстового происхождения. Расположено юго-восточнее деревни Ювас Высокогорском районе Татарстана. Водоём имеет сложную форму. Длина озера 470 м, максимальная ширина 250 м. Площадь зеркала 8 гектар. Средняя глубина 3 м. Берега озера крутые, каменистые, террасированные и поднимаются над водоёмом на 40-60 м. Северный же берег пологий, плавно переходящий в водосбор.

## Гидрология
Объём озера 400 тыс. м³. Питание подземное, устойчивое. Вода без цвета и запаха, жёсткостью менее 1 ммоль/л, минерализацией 160 мг/л, прозрачность 40 см. Химический тип воды гидрокарбонатно-кальциевая.